# Martinčeva kula
Martinčeva kula (kula Ante Martinca) je fortifikacijski objekt u Vrgorcu, Hrvatska. Pripada nizu dobro očuvanih materijalnih ostataka osmanske kulturne baštine u gradu, prije svega kulâ.
U gradu je danas više turskih kula znane pod imenima Avala, Kapetanovića kula (Dizdarevićeva kula), Fratarska kula (Cukarinovićeva kula), Pakerova kula, Elezova kula, Raosova kula, Muminova kula, Martinčeva kula, kula u naselju podno Gradine. Kao malo gdje na jugu Hrvatske, naglašene su u naselju i brojem i po položaju. Namjena im je bila stambena i obrambena. Služila su kao sigurno prenoćište. Stanari su bili feudalci, turski begovi, pa mletački namještenici, serdari i kapetani. Građena je od nepravilna kamena povezana s crvenicom i vapnom. Prozori su mali i najviše s južne strane jer je najpogodnija za stanovanje. Vrata su lukom presvođena i s kamenim okvirima, a među njima puškarnice. Nastala za vrijeme turske vladavine u 16. – 17. stoljeću. Stil gradnje je turski. U 18. stoljeću u kulu je uzidan rijedak rimski nalaz. To je kameni žrtvenik posvećen Jupiteru.
U nalazi se u staroj gradskoj jezgri.

## Vanjske poveznice
- TZ Vrgorac  Arhivirana inačica izvorne stranice od 6. ožujka 2016. (Wayback Machine)
- Turistička zajednica Splitsko-dalmatinske županije  Arhivirana inačica izvorne stranice od 9. ožujka 2018. (Wayback Machine) Vrgorac - Kapetanovića kula